# 陆缘海
缘海、陸緣海或稱邊緣海（英語：Marginal Sea）指的是四周大部分由半岛、岛屿或陆地所环绕的海；名稱差異為緣海是地球科學名詞，陸緣海是地質學名詞，邊緣海是海洋學名詞，英文名稱都是Marginal Sea。
與內海、海灣差異：目前對於內海與邊緣海的定義都不明確，同一個區域海域對於某一廣大海域為邊緣海，但該區域海域靠近某個單一國家的海域，對該國家來說又可以是一個內海或海灣，並沒有明確定義區分此差異。

## 太平洋
太平洋主要陆缘海列表如下，由北向南排列：
- 白令海
- 鄂霍次克海
- 日本海
- 渤海
- 黄海
- 东海
- 南海
- 北部灣
- 蘇祿海
- 苏拉威西海（西里伯斯海）
- 班达海
- 爪哇海
- 蒂汶海
- 阿拉弗拉海
- 珊瑚海
- 塔斯曼海
- 罗斯海
- 阿蒙森海
- 别林斯高晋海

## 大西洋
大西洋主要陆缘海列表如下，由北向南排列：
- 波罗的海
- 北海
- 哈得孙湾
- 詹姆斯灣
- 亚速海
- 黑海
- 馬摩拉海
- 爱琴海
- 地中海
- 墨西哥湾
- 加勒比海
- 几内亚湾
- 威德尔海

## 印度洋
印度洋主要陆缘海列表如下，由北向南排列：
- 红海
- 亚丁湾
- 波斯湾
- 阿曼湾
- 阿拉伯海
- 孟加拉湾
- 安达曼海
- 帝汶海
- 阿拉弗拉海
- 卡奔塔利亚湾
- 大澳大利亚湾

## 北冰洋
北冰洋主要陆缘海列表如下，自西向东排列：
- 挪威海
- 巴伦支海
- 喀拉海
- 拉普捷夫海
- 东西伯利亚海
- 楚科奇海
- 波弗特海
- 格陵兰海